# Tennistavolo ai XVII Giochi dei piccoli stati d'Europa
Le competizioni di tennis tavolo ai XVII Giochi dei piccoli stati d'Europa si sono svolte dal 30 maggio al 3 giugno 2017.

## Podi

### Maschile
| Evento         | Oro             | Argento        | Bronzo                       |
| Individuale    | Anthony Peretti | Gilles Michely | Damien Provost Filip Radovic |
| Doppio         | Lussemburgo     | Montenegro     | Monaco San Marino            |
| Gara a squadre | Monaco          | Lussemburgo    | San Marino Montenegro        |

### Femminile
| Evento         | Oro               | Argento           | Bronzo                    |
| Individuale    | Danielle Konsbruk | Tessy Godneringer | Ivona Petric Ulrika Quist |
| Doppio         | Lussemburgo       | Montenegro        | Cipro San Marino          |
| Gara a squadre | Lussemburgo       | Malta             | San Marino Montenegro     |

## Medagliere
| Pos.   | Paese       | Oro | Argento | Bronzo | Totale |
| ------ | ----------- | --- | ------- | ------ | ------ |
| 1      | Lussemburgo | 4   | 3       | 0      | 7      |
| 2      | Monaco      | 2   | 0       | 3      | 5      |
| 3      | Montenegro  | 0   | 2       | 4      | 6      |
| 4      | Malta       | 0   | 1       | 0      | 1      |
| 5      | San Marino  | 0   | 0       | 4      | 4      |
| 6      | Cipro       | 0   | 0       | 1      | 1      |
| Totale | Totale      | 6   | 6       | 12     | 24     |